# Фиала, Томаш
Томаш Фиала (чеш. Tomáš Fiala) — генеральный директор (CEO) украинской инвестиционной компании «Dragon Capital».
В 2016—2018 компания Dragon Capital с европейскими и американскими партнерами инвестировала в недвижимость Украины порядка 400 млн $. Инвестиционным партнером Фиалы в рамках компании, среди прочих, является фонд американского финансиста Джорджа Сороса Soros Fund Management.
2015 капитал Фиалы оценивался журналом Фокус в 187 900 000 $ (2013 — в 145 200 000). Занимал 78 место среди богатейших людей Украины (2013).

## Биография
Родился в моравском городе Брно, где окончил среднюю школу. В старших классах начал работать переводчиком. В те времена из Германии в тогдашнюю Чехословакию начали переносить производство немецкие компании. Томаш Фиала взялся переводить документацию для вновь созданного чешского завода Volkswagen.
В 1989 г. в возрасте 15 лет Фиала поехал в Прагу, где принимал участие в событиях «бархатной революции».
После первого курса Фиала устроился работать в пражский филиала немецкого банка «Bayerische Vereinsbank», став аналитиком кредитного отдела, за несколько месяцев перешел работать аналитиком в инвестиционную компанию «Wood & Company», а ещё через год переехал в Киев.

### Карьера
- 1993—1996 — Пражский университет экономики, факультет международной торговли (прекратил обучение на третьем курсе, посвятив время работе)
- 1994—1995 — Bayerische Vereinsbank в Праге (аналитик, отдел кредитования и рынков капитала).
- 1994—1995 — работал в пражском офисе Wood & Company (аналитик, анализ приватизационных процессов в Чехии, Словакии и Польши).
- 1995—1998 — директор украинского офиса инвестиционной компании Wood & Company (Киев).
- 1998—2000 — работал в варшавском офисе Wood & Company.
- 2000 — основал с партнёрами и стал генеральным директором инвестиционной компании Dragon Capital, офисы которой находятся в Украине и на Кипре.
- 2014 — основал журнал «Новое время», а также новостной сайт и Радио НВ.

Вместе с олигархом Виктором Пинчуком является спонсором проекта «Новые лидеры». Фиала не инвестирует в подконтрольные государству сферы, а также в государственные компании, чтобы не зависеть от чиновников. С 2009 организации Фиалы инвестируют исключительно в компании, где владеют контрольным пакетом.
Был президентом Европейской бизнес-ассоциации с 2016 по 2021 гг; в 2016-2020 гг. был членом правления Transparency International Ukraine, владелец «Центра экономической стратегии», VoxUkraine, VoxCheck. 
Является собственником "Юнексбанка" в Украине.

## Медиа
В мае 2014 года Фиала основал еженедельное русскоязычное общественно-политическое издание «Новое время» (со временем переименовано в «НВ»), а в июне — новостной сайт и Радио НВ. Сначала Фиала планировал купить издание Корреспондент (группы UMH экс-олигарха Сергея Курченко), но впоследствии создал новое издание. Поскольку покупка лицензии на вещание была сложной задачей, Фиала купил Радио Эра, перевёз студию на новое место, с нуля набрал весь коллектив. По словам Фиалы, он не влияет на политику издания, а управляют редакционной политикой Виталий Сыч и Валерий Калныш.
Мотивацией инвестировать в медиа Томаш называет необходимость существования независимых СМИ, обеспечивающих демократическое развитие страны. В 2014 г. Фиала вложил в издание 2500000 $. Сначала планировалось, что на третий год работы проект должен стать прибыльным, но этого не произошло.
В декабре 2018-го из издания «Новое время» ушла вся команда журналистов бизнес-блока редакции (7 человек), работавших в ряде сторонних проектов и принявших решение сконцентрироваться на них.. Фиала прокомментировал эти события, сказав, что он не принимает решений, не влияет на политику издания, и узнал об увольнении части коллектива уже после того, как решение было принято.

## Политика
Фиала участвовал в первом и втором Майданах.
В 2014—2015 годах поддерживал близкие отношения с тогдашним президентом Порошенко и премьером Яценюком. Последнего Фиала назвал «продуктом старой системы». Но в 2015 г. отношения ухудшились, Фиала впоследствии дал два интервью немецкому журналу Шпигель, где критиковал премьера и президента. В частности, он освещал продажу мест в избирательных списках и сотрудничество с олигархами. При этом Фиала заявил, что за 2014—2016 года в Украине улучшился инвестиционный климат, и страна получила 2 млрд $ инвестиций.
Поддерживает тесные отношения с некоторыми политиками и активистами, в частности со Святославом Вакарчуком. Вместе с музыкантом является соучредителем Центра экономической стратегии, спонсирует участие талантливых украинцев в образовательных программах Стэнфордского университета.
По словам Сергея Притулы, Томаш является одним из спонсоров партии Голос, которой руководил Святослав Вакарчук.

## Конфликт с Адамовским и Грановским
Томаш Фиала выиграл суд в Лондоне у украинского бизнесмена Андрея Адамовского. Спор касался ТРЦ Skymall и растянулся во времени на 9 лет. Суд присудил, чтобы Адамовский уступил Фиале свою долю в ТРЦ по договорной цене. Адамовский отказался выполнять это решение суда. Фиала снова подал на него в суд, и в новом решении суд уже обязал Адамовского отдать свою долю бесплатно, объясняя это тем, что Фиала за это время понес убытки, стоимость которых компенсирует эту долю в бизнесе. После этого в офисе Dragon и НВ 26 апреля 2017 году СБУ провела обыски. По словам Лещенко, к обыскам в компании причастен Грановский, бизнес-партнер Адамовского.

## Другие факты
- Владеет чешским (родной), английский (свободно), немецкий (свободно), русский (свободно), украинский (начальный уровень).[источник не указан 1715 дней]
- с 2016 — член правления «Transparency International Ukraine»[24]
- с 2015 — председатель Наблюдательного совета Центра экономической стратегии[25]
- с 2010 по 2015 и с 2016 по 2021 — президент «Европейской бизнес-ассоциации»[26][8]
- Член наблюдательного совета компаний Dragon-Ukrainian Properties и Development plc.[27], акции которых размещены на дочерней бирже LSE — Alternative Investment Market.

## Признание
- Орден Креста земли Марии IV класса (29 января 2019 года, Эстония)[28].
- Украинская биржа назвала Dragon Capital лидером фондового рынка Украины (2010) лучшим онлайн-брокером (2010), а также лидером в привлечении клиентов интернет-трейдинга (2009)[5].
- Награда от издания Kyiv Post за «личный вклад в развитие бизнеса в Украине и высокие достижения в течение 10 лет» (2011)[29].

## Семья
- Жена Наталья Фиала (в девичестве Фуклева) — директор общественной организации «Люди будущего» (один из основателей — Святослав Вакарчук).